# Jermain Defoe
Jermain Colin Defoe (sinh ngày 7 tháng 10 năm 1982) là một huấn luyện viên và cựu cầu thủ bóng đá chuyên nghiệp người Anh chơi ở vị trí tiền đạo. Anh là huấn luyện viên đội U18 của câu lạc bộ Premier League Tottenham Hotspur.
Defoe khởi nghiệp cùng Charlton Athletic, gia nhập đội trẻ năm 14 tuổi, trước khi chuyển tới West Ham United năm 16. Anh có trận ra mắt chuyên nghiệp đầu tiên cùng West Ham vào năm 2000, sau một mùa giải cho mượn ở Bournemouth, rồi chiếm suất đá chính trong đội hình West Ham. Nhanh chóng anh chuyển tới Tottenham Hotspur vào năm 2004, và Defoe cũng có một năm chơi cho Portsmouth. Sau đó, anh trở lại Tottenham vào kì chuyển nhượng mùa đông năm 2009. Defoe có trận ra mắt trong màu áo đội tuyển Anh vào năm 2004 và tới tháng 9 năm 2010, anh có 45 lần ra sân, ghi 15 bàn.

## Tuổi thơ
Sinh ở London trong một gia đình có mẹ là người gốc Ấn Độ và bố người Dominica, Defoe học ở trường tiểu học St Joachim ở Custom House và trường St Bonaventure Catholic ở Forest Gate, London. Anh gia nhập đội bóng Senrab, nổi tiếng ở London nhờ đào tạo các cầu thủ như Lee Bowyer, John Terry, Ashley Cole và Ledley King, sau đó anh gia nhập trường FA National School of Excellence ở Lilleshall Shropshire năm 14 tuổi vào năm 1997. Trong thời gian đó anh học ở trường Idsall.

## Sự nghiệp câu lạc bộ

### West Ham United
Defoe được Charlton Athletic phát hiện tài năng sau khi chứng kiến anh thi đấu ở trường FA National School of Excellence ở Lilleshall Hall vào năm 1997. Hai năm sau, anh có quyết định mang tính bước ngoặt, ở tuổi 16, anh chuyển sang chơi chuyện nghiệp cùng West Ham United, kèm theo đó là 1,4 triệu bảng nhờ những đóng góp cho Premiership và những lần ra sân cho đội tuyển quốc gia. Ở West Ham, anh là thành viên đội U-19 vô địch giải Premier Academy League mùa giải 1999-00, ghi hai bàn trong trận playoff gặp Arsenal, và sau đó có lần ra sân chính thức đầu tiên ở đội một ở cúp liên đoàn gặp Walsall vào tháng 9 năm 2000, ghi bàn duy nhất trong chiến thắng 1-0.
Mùa giải sau đó, anh gia nhập đội bóng hạng Hai Bournemouth theo bản hợp đồng cho mượn, ở đây anh ghi bàn trong 10 trận liên tiếp, cân bằng kỉ lục của John Aldrige. Anh ghi 18 bàn trong 29 trận ra sân cho Bournemouth. Huấn luyện viên West Ham Harry Redknapp nói:"Cậu ấy đã làm rất tốt. Tôi chuyển cậu ấy sang Bournemouth để có thêm kinh nghiệm thi đấu và cậu ấy đã hoàn thành một cách tuyệt vời. Ghi 10 bàn trong 10 trận là một thành tích tuyệt vời. Cậu ấy là một cầu thủ xán lạn và đầy tự tin. Không gì có thể đánh gục cậu ấy, đây là một cây săn bàn đặc trưng. Nếu bỏ lỡ cơ hội, cậu ấy sẽ ở đó lần sau và kiếm được bàn thắng. Cậu ấy là một đứa trẻ với tương lai xán lạn."

## Thống kê sự nghiệp

### Câu lạc bộ
| Câu lạc bộ             | Mùa giải            | Giải đấu             | Giải đấu | Giải đấu  | Cúp quốc gia | Cúp quốc gia | Cúp liên đoàn | Cúp liên đoàn | Châu Âu | Châu Âu   | Giải khác | Giải khác | Tổng cộng | Tổng cộng |
| Câu lạc bộ             | Mùa giải            | Division             | Số trận  | Bàn thắng | Số trận      | Bàn thắng    | Số trận       | Bàn thắng     | Số trận | Bàn thắng | Số trận   | Bàn thắng | Số trận   | Bàn thắng |
| ---------------------- | ------------------- | -------------------- | -------- | --------- | ------------ | ------------ | ------------- | ------------- | ------- | --------- | --------- | --------- | --------- | --------- |
| West Ham United        | 1999–2000           | Premier League       | 0        | 0         | 0            | 0            | 0             | 0             | 0       | 0         | —         | —         | 0         | 0         |
| West Ham United        | 2000–01             | Premier League       | 1        | 0         | —            | —            | 1             | 1             | —       | —         | —         | —         | 2         | 1         |
| West Ham United        | 2001–02             | Premier League       | 35       | 10        | 3            | 4            | 1             | 0             | —       | —         | —         | —         | 39        | 14        |
| West Ham United        | 2002–03             | Premier League       | 38       | 8         | 2            | 2            | 2             | 1             | —       | —         | —         | —         | 42        | 11        |
| West Ham United        | 2003–04             | First Division       | 19       | 11        | 0            | 0            | 3             | 4             | —       | —         | —         | —         | 22        | 15        |
| West Ham United        | Tổng cộng           | Tổng cộng            | 93       | 29        | 5            | 6            | 7             | 6             | —       | —         | —         | —         | 105       | 41        |
| AFC Bournemouth (mượn) | 2000–01             | Second Division      | 29       | 18        | 1            | 1            | —             | —             | —       | —         | 1         | 0         | 31        | 19        |
| Tottenham Hotspur      | 2003–04             | Premier League       | 15       | 7         | 0            | 0            | —             | —             | —       | —         | —         | —         | 15        | 7         |
| Tottenham Hotspur      | 2004–05             | Premier League       | 35       | 13        | 5            | 4            | 4             | 5             | —       | —         | —         | —         | 44        | 22        |
| Tottenham Hotspur      | 2005–06             | Premier League       | 36       | 9         | 1            | 0            | 1             | 0             | —       | —         | —         | —         | 38        | 9         |
| Tottenham Hotspur      | 2006–07             | Premier League       | 34       | 10        | 5            | 1            | 5             | 4             | 4       | 3         | —         | —         | 48        | 18        |
| Tottenham Hotspur      | 2007–08             | Premier League       | 19       | 4         | 2            | 0            | 5             | 1             | 5       | 3         | —         | —         | 31        | 8         |
| Tottenham Hotspur      | Tổng cộng           | Tổng cộng            | 139      | 43        | 13           | 5            | 15            | 10            | 9       | 6         | —         | —         | 176       | 64        |
| Portsmouth             | 2007–08             | Premier League       | 12       | 8         | —            | —            | —             | —             | —       | —         | —         | —         | 12        | 8         |
| Portsmouth             | 2008–09             | Premier League       | 19       | 7         | 0            | 0            | 0             | 0             | 4       | 2         | 1         | 0         | 24        | 9         |
| Portsmouth             | Tổng cộng           | Tổng cộng            | 31       | 15        | 0            | 0            | 0             | 0             | 4       | 2         | 1         | 0         | 36        | 17        |
| Tottenham Hotspur      | 2008–09             | Premier League       | 8        | 3         | 1            | 0            | 1             | 1             | —       | —         | —         | —         | 10        | 4         |
| Tottenham Hotspur      | 2009–10             | Premier League       | 34       | 18        | 7            | 5            | 2             | 1             | —       | —         | —         | —         | 43        | 24        |
| Tottenham Hotspur      | 2010–11             | Premier League       | 22       | 4         | 2            | 2            | 0             | 0             | 6       | 3         | —         | —         | 30        | 9         |
| Tottenham Hotspur      | 2011–12             | Premier League       | 25       | 11        | 6            | 3            | 1             | 0             | 6       | 3         | —         | —         | 38        | 17        |
| Tottenham Hotspur      | 2012–13             | Premier League       | 34       | 11        | 0            | 0            | 1             | 0             | 8       | 4         | —         | —         | 43        | 15        |
| Tottenham Hotspur      | 2013–14             | Premier League       | 14       | 1         | 0            | 0            | 3             | 2             | 5       | 7         | —         | —         | 22        | 10        |
| Tottenham Hotspur      | Tổng cộng           | Tổng cộng            | 137      | 48        | 16           | 10           | 8             | 4             | 25      | 17        | —         | —         | 186       | 79        |
| Toronto FC             | 2014                | Major League Soccer  | 19       | 11        | 2            | 1            | —             | —             | —       | —         | —         | —         | 21        | 12        |
| Sunderland             | 2014–15             | Premier League       | 17       | 4         | 2            | 0            | —             | —             | —       | —         | —         | —         | 19        | 4         |
| Sunderland             | 2015–16             | Premier League       | 33       | 15        | 0            | 0            | 1             | 3             | —       | —         | —         | —         | 34        | 18        |
| Sunderland             | 2016–17             | Premier League       | 37       | 15        | 2            | 0            | 1             | 0             | —       | —         | —         | —         | 40        | 15        |
| Sunderland             | Tổng cộng           | Tổng cộng            | 87       | 34        | 4            | 0            | 2             | 3             | —       | —         | —         | —         | 93        | 37        |
| AFC Bournemouth        | 2017–18             | Premier League       | 24       | 4         | 0            | 0            | 2             | 0             | —       | —         | —         | —         | 26        | 4         |
| AFC Bournemouth        | 2018–19             | Premier League       | 4        | 0         | 0            | 0            | 4             | 0             | —       | —         | —         | —         | 8         | 0         |
| AFC Bournemouth        | Tổng cộng           | Tổng cộng            | 28       | 4         | 0            | 0            | 6             | 0             | —       | —         | —         | —         | 34        | 4         |
| Rangers (mượn)         | 2018–19             | Scottish Premiership | 17       | 8         | 3            | 0            | —             | —             | —       | —         | —         | —         | 20        | 8         |
| Rangers (mượn)         | 2019–20             | Scottish Premiership | 20       | 13        | 2            | 1            | 3             | 1             | 7       | 2         | —         | —         | 32        | 17        |
| Rangers                | 2020–21             | Scottish Premiership | 15       | 4         | 2            | 1            | 2             | 1             | 1       | 1         | —         | —         | 20        | 7         |
| Rangers                | 2021–22             | Scottish Premiership | 2        | 0         | 0            | 0            | 0             | 0             | 0       | 0         | —         | —         | 2         | 0         |
| Rangers                | Tỏng cộng           | Tỏng cộng            | 54       | 25        | 7            | 2            | 5             | 2             | 8       | 3         | —         | —         | 74        | 32        |
| Sunderland             | 2021–22             | League One           | 7        | 0         | —            | —            | —             | —             | —       | —         | —         | —         | 7         | 0         |
| Tổng cộng sự nghiệp    | Tổng cộng sự nghiệp | Tổng cộng sự nghiệp  | 624      | 227       | 48           | 25           | 43            | 25            | 46      | 28        | 2         | 0         | 763       | 305       |

a.^ Số trận ở Football League Trophy
b.^  Số trận ở UEFA Cup
c.^ Số trận ở FA Community Shield
d.^ Số trận ở UEFA Champions League
e.^  Số trận ở UEFA Europa League

### Đội tuyển quốc gia
| Đội tuyển bóng đá quốc gia Anh | Đội tuyển bóng đá quốc gia Anh | Đội tuyển bóng đá quốc gia Anh |
| Năm                            | Số lần ra sân                  | Số bàn thắng                   |
| ------------------------------ | ------------------------------ | ------------------------------ |
| 2004                           | 8                              | 1                              |
| 2005                           | 7                              | 0                              |
| 2006                           | 6                              | 2                              |
| 2007                           | 5                              | 0                              |
| 2008                           | 6                              | 3                              |
| 2009                           | 6                              | 5                              |
| 2010                           | 7                              | 4                              |
| 2011                           | 1                              | 0                              |
| 2012                           | 6                              | 2                              |
| 2013                           | 3                              | 2                              |
| 2014                           | 0                              | 0                              |
| 2015                           | 0                              | 0                              |
| 2016                           | 0                              | 0                              |
| 2017                           | 2                              | 1                              |
| Tổng cộng                      | 57                             | 20                             |

### Bàn thắng quốc tế
| #  | Ngày                 | Địa điểm                                                        | Lần ra sân | Đối thủ            | Bàn thắng | Kết quả | Giải đấu                 |
| -- | -------------------- | --------------------------------------------------------------- | ---------- | ------------------ | --------- | ------- | ------------------------ |
| 1  | 8 tháng 9 năm 2004   | Sân vận động Silesian, Chorzów, Ba Lan                          | 5          | Ba Lan             | 1–0       | 2–1     | Vòng loại World Cup 2006 |
| 2  | 2 tháng 9 năm 2006   | Old Trafford, Manchester, Anh                                   | 18         | Andorra            | 3–0       | 5–0     | Vòng loại Euro 2008      |
| 3  | 2 tháng 9 năm 2006   | Old Trafford, Manchester, Anh                                   | 18         | Andorra            | 4–0       | 5–0     | Vòng loại Euro 2008      |
| 4  | 1 tháng 6 năm 2008   | Sân vận động Hasely Crawford, Port of Spain, Trinidad và Tobago | 28         | Trinidad và Tobago | 2–0       | 3–0     | Giao hữu                 |
| 5  | 1 tháng 6 năm 2008   | Sân vận động Hasely Crawford, Port of Spain, Trinidad và Tobago | 28         | Trinidad và Tobago | 3–0       | 3–0     | Giao hữu                 |
| 6  | 11 tháng 10 năm 2008 | Sân vận động Wembley, London, Anh                               | 31         | Kazakhstan         | 5–1       | 5–1     | Vòng loại World Cup 2010 |
| 7  | 10 tháng 6 năm 2009  | Sân vận động Wembley, London, Anh                               | 34         | Andorra            | 4–0       | 6–0     | Vòng loại World Cup 2010 |
| 8  | 10 tháng 6 năm 2009  | Sân vận động Wembley, London, Anh                               | 34         | Andorra            | 5–0       | 6–0     | Vòng loại World Cup 2010 |
| 9  | 12 tháng 8 năm 2009  | Amsterdam ArenA, Amsterdam, Hà Lan                              | 35         | Hà Lan             | 1–2       | 2–2     | Giao hữu                 |
| 10 | 12 tháng 8 năm 2009  | Amsterdam ArenA, Amsterdam, Hà Lan                              | 35         | Hà Lan             | 2–2       | 2–2     | Giao hữu                 |
| 11 | 5 tháng 9 năm 2009   | Sân vận động Wembley, London, Anh                               | 36         | Slovenia           | 2–0       | 2–1     | Giao hữu                 |
| 12 | 23 tháng 6 năm 2010  | Sân vận động Nelson Mandela Bay, Port Elizabeth, Nam Phi        | 42         | Slovenia           | 1–0       | 1–0     | World Cup 2010           |
| 13 | 3 tháng 9 năm 2010   | Sân vận động Wembley, London, Anh                               | 44         | Bulgaria           | 1–0       | 4–0     | Vòng loại Euro 2012      |
| 14 | 3 tháng 9 năm 2010   | Sân vận động Wembley, London, Anh                               | 44         | Bulgaria           | 2–0       | 4–0     | Vòng loại Euro 2012      |
| 15 | 3 tháng 9 năm 2010   | Sân vận động Wembley, London, Anh                               | 44         | Bulgaria           | 4–0       | 4–0     | Vòng loại Euro 2012      |
| 16 | 15 tháng 8 năm 2012  | Stade de Suisse, Bern, Thụy Sĩ                                  | 49         | Ý                  | 2–1       | 2–1     | Giao hữu                 |
| 17 | 7 tháng 9 năm 2012   | Sân vận động Zimbru, Chişinău, Moldova                          | 50         | Moldova            | 3–0       | 5–0     | Vòng loại World Cup 2014 |
| 18 | 22 tháng 3 năm 2013  | Sân vận động Olimpico, Serravalle, San Marino                   | 53         | San Marino         | 3–0       | 8–0     | Vòng loại World Cup 2014 |
| 19 | 22 tháng 3 năm 2013  | Sân vận động Olimpico, Serravalle, San Marino                   | 53         | San Marino         | 8–0       | 8–0     | Vòng loại World Cup 2014 |
| 20 | 26 tháng 3 năm 2017  | Sân vận động Wembley, London, Anh                               | 56         | Litva              | 1–0       | 2–0     | Vòng loại World Cup 2018 |

## Danh hiệu
Tottenham Hotspur
- Football League Cup: 2007–08[29]

Rangers
- Scottish Premiership: 2020–21[30]
- Scottish League Cup á quân: 2019–20[31]

### Cá nhân
- Cầu thủ xuất sắc nhất năm của Tottenham Hotspur: 2004
- Cầu thủ xuất sắc nhất tháng của Premier League: Tháng 8 năm 2009
- Cầu thủ xuất sắc nhất mùa giải của Sunderland: 2015–16

### Khác
- Huân chương Đế quốc Anh: 2018